# Kawabata Kazuya
Kazuya Kawabata (sinh ngày 22 tháng 10 năm 1981) là một cầu thủ bóng đá người Nhật Bản.

## Sự nghiệp câu lạc bộ
Kazuya Kawabata đã từng chơi cho Consadole Sapporo, Roasso Kumamoto, Giravanz Kitakyushu, V-Varen Nagasaki, FC Ryukyu và ReinMeer Aomori.